# Bookie (Fernsehserie)
Bookie ist eine US-amerikanische Comedy-Serie, die von Chuck Lorre kreiert wurde und in der Sebastian Maniscalco die Hauptrolle spielt. Die Serie hatte am 30. November 2023 auf der Video-on-Demand-Plattform Max Premiere.
Im Februar 2025 wurde die Absetzung nach Staffel zwei bekannt.

## Produktion
Am 4. Oktober 2022 wurde bekannt gegeben, dass HBO Max einer von Chuck Lorre produzierte Comedyserie mit acht Episoden einen Serienauftrag erteilt hat. Es wurde auch bekannt gegeben, dass Sebastian Maniscalco eine Hauptrolle in der Serie spielen würde.
Am 7. November 2022 wurde bekannt gegeben, dass Omar Dorsey, Andrea Anders, Vanessa Ferlito und Jorge Garcia zur Besetzung gestoßen sind. Am 13. Dezember 2022 wurde bekannt gegeben, dass Maxim Swinton ebenfalls zur Besetzung gestoßen ist. Am 17. April 2023 stieß Charlie Sheen in einer wiederkehrenden Rolle zur Besetzung.
Chuck Lorre, Nick Bakay, Sebastian Maniscalco und Judi Marmel sind die Executive Producer der Serie für Warner Bros. Television.
Ab 15. Dezember 2024 wurde die deutsche Synchronisation von Bookie auf RTL+ ausgestrahlt.